# Svatováclavské lázně
Svatováclavské lázně stávaly na Novém Městě v Praze v místech dnešní Dittrichovy ulice.
Podle pověstí kníže Václav na jedné ze svých projížděk zdejšími lesy spatřil bílého jelena. Ten svými kopyty rozryl zemi a na místě se objevil pramen vody. Knížeti voda zachutnala, a tak se zde rozhodl vystavět studánku. Po čtyřech stech let na stejném místě při výstavbě Nového Města měl údajně Karel IV. postavit na počest svého předchůdce první lázně.
Historicky doložená je až empírová budova Svatováclavských lázní z roku 1839. Jednalo se o veřejné lázně s jednoduchým vnitřním zařízením. Voda pramenila vně budovy, a musela se tudíž dovnitř ručně donášet a posléze ohřívat. Jednotlivé vany byly odděleny prkennými stěnami. V roce 1844 došlo k modernizaci lázní, při které vznikla i shromažďovací síň.
Od roku 1843 provozoval v lázních Petr Faster kafírnu, jež se stala centrem pražského společenského života. Svoji historickou úlohu sehrála budova během revolučního roku 1848. 11. března svolal český spolek Repeal do Svatováclavských lázní nepovolené protestní shromáždění. Na něm přítomní ustanovili 27členný Svatováclavský výbor, který císaři Ferdinandovi V. adresoval tzv. první pražskou petici.
Budova byla později prodána v exekuční dražbě a v roce 1908 zbořena.
Na místě bývalých lázní byla nově založena ulice Dittrichova. Jejich půdorys v současnosti vymezují zhruba nároží budov čp. 337, 338 a 339 (budova FJFI ČVUT, která získala původní čp. lázní).
V budově čp. 337 v Dittrichově ulice se nachází pamětní deska s nápisem: 1848. V těchto místech stávala dříve lázeňská a hostinská budova Svatováclavských lázní, v jejímž sále konána dne 11. března 1848 památná schůze lidu, na které zahájena u nás revoluce za národní, politickou a sociální svobodu. 1918. 1928. *